# Rudolph Bruun
Rudolph Bruun (født 18. juli 1820 i København, død 24. marts 1906 på Stenalt) var en dansk godsejer, far til Jørgen Bruun.
Han var søn af Anette Christiane Lange og Peter Christian Bruun til Stenalt, som faderen havde købt i 1842, og som han selv overtog i 1847. Bruun var desuden ejer af Kokkedal Slot i Nordjylland fra 1870 til 1881. Han var kammerherre og hofjægermester.
29. september 1847 ægtede han i Fausing Kirke Christiane Mette komtesse Scheel (27. september 1828 på Gammel Estrup - 6. juni 1910 på Stenalt), datter af lensgreve, premierløjtnant Christen Scheel (1792-1844) og Christiane født Pind (1796-1855).